# 菊地謙三郎
菊地 謙三郎（きくち けんざぶろう、本名同じ、1978年9月29日 - ）は、北海道出身の元俳優、元モデル。身長183センチメートル。血液型O型。活動当時の所属事務所はオープンステージ。

## 人物・略歴
専門学校を卒業後、絵画販売業者に就職するも半年で退職し、イラストレーターを志して上京する。以後、様々なアルバイトを転々としながらモデル活動を始める。
2002年、『仮面ライダー龍騎』の神崎士郎役で俳優デビュー。『龍騎』の終了後には、俳優活動と並行してネット媒体で文筆活動を始める。
趣味はイラスト、詩作、オートバイ。愛車はヤマハ・TDR250、ドゥカティ・F3。
オートバイ好きが高じ、バイク専門誌『BORN Biker's』（モーターマガジン社）の編集員に名前を連ねたこともある。同誌では取材や読者コーナーコメントなどのほか、2003年の休刊号まで「仮面編集ライダー菊地・バイク乗りな日々」というイラストエッセイも寄稿していた。
2008年1月30日、所属事務所サイトにて2007年12月末をもって俳優・タレント活動を引退したことが正式発表された。その後は株式会社KADOYA東京本店の店長を務めていた。

## 出演

### テレビドラマ
- 仮面ライダーシリーズ（テレビ朝日） 
  - 仮面ライダー龍騎 第3話 - 最終話（2002年2月17日 - 2003年1月19日） - 神崎士郎 役
    - 仮面ライダー龍騎スペシャル 13RIDERS（2002年9月19日）

  - 仮面ライダーカブト 第14話（2006年4月30日） - 井口浩二 役
- エコエコアザラク〜眼〜 第3話 - 最終話（2004年1月21日 - 3月30日、テレビ東京） - 岸田嘉彦 役
- ウルトラマンマックス 第7話（2005年8月13日、中部日本放送・TBS系） - 宇宙工作員ケサム 役
- プリマダム 第1話・第2話（2006年4月12日・19日、日本テレビ）

### 映画
- 劇場版 仮面ライダー龍騎 EPISODE FINAL（2002年8月17日、東映） - 神崎士郎 役

### オリジナルビデオ
- 聖女 ダブルフェイス（2004年10月8日、ケイエスエス） - 情報屋の亮 役
- LED GRASSHOPPER - 原案・監督・主演[要検証 – ノート]

### 広告
- dynabook（東芝）
- JCB
- VALUESTAR（2003年、NEC）
- サバイバーショット リボルブ（2003年、トミー）

## 雑誌
- 仮面編集ライダー菊地・バイク乗りな日々（モーターマガジン社『BORN Biker's』連載）